# 창원 관술정
창원 관술정(昌原 觀述亭)은 대한민국 경상남도 창원시 의창구 내리동에 있는 건축물이다. 1985년 1월 23일 경상남도의 문화재자료 제124호로 지정되었다.

## 개요
인재를 가르치던 창원향교 서쪽의 육영재를 철거하면서 회산 감씨 문중에서 인수받아 고종 14년(1877)에 옮겨 지은 것이다. 현재 관술정은 내리동 반룡산 남동기슭의 군용지 안에 자리잡고 있다.
1936년에는 관술정 뒤편에 삼열사를 지어 임진왜란 때 선무원종공신에 오른 감경인·경륜 형제를 모시고 해마다 음력 4월에 유림제를 지내고 있다.

## 참고 문헌
- 창원 관술정 - 국가유산청 국가유산포털